# Haarova míra
Haarova míra v matematické analýze je zobecněním Lebesgueovy míry na kompaktní grupy. Na lokálně kompaktní topologické grupě je invariantní mírou jejích podmnožin, a to umožňuje definovat integrál pro funkce na těchto grupách.
Tuto míru zavedl Alfréd Haar v roce 1933, její speciální případ pro Lieovy grupy však definoval již Adolf Hurwitz v roce 1897 pod názvem invariantní integrál. Haarova míra se používá v mnoha oblastech analýzy, teorie čísel, teorie grup, teorie reprezentací, statistiky, teorie pravděpodobnosti a ergodické teorie.
Levá Haarova míra lokálně kompaktní grupy {\displaystyle G} je regulární borelovská míra {\displaystyle \mu }, která je invariantní vůči levé translaci a pozitivní na neprázdných otevřených podmnožinách {\displaystyle G}. Invariance vůči levé translaci znamená, že pro každou borelovskou podmnožinu {\displaystyle A} a každý prvek grupy {\displaystyle g} platí {\displaystyle \mu (gA)=\mu (A)}, neboli zapsáno pomocí integrálu
{\displaystyle \int _{G}f(gx)\,\mathrm {d} \mu =\int _{G}f(x)\,\mathrm {d} \mu }
pro všechny integrovatelné funkce {\displaystyle f} a všechny prvky grupy {\displaystyle g}.
Analogicky lze definovat pravou Haarovu míru invariantní vůči pravé translaci, tj. {\displaystyle \mu (Ag)=\mu (A)}. Levá i pravá Haarova míra existují v každé lokálně kompaktní topologické grupě a jsou jednoznačné až na multiplikativní faktor. Pokud se sobě rovnají, což nastává například v případě abelovských grup, nazýváme {\displaystyle G} unimodulární grupou.